# Sauermattgraben
Der Sauermattgraben ist ein knapp zwei Kilometer langer linker Zufluss der Sauer im Elsass (Region Grand Est).

## Verlauf
Der Sauermattgraben entspringt auf einer Höhe von ungefähr 210 m in den Nordvogesen in der Feldflur Renkelmatt südlich von Gœrsdorf. Er fließt  in westlicher Richtung durch Felder und Wiesen, unterquert dann die D677 und mündet schließlich nordöstlich von Wœrth  auf einer Höhe von ungefähr 170 m von links in die Sauer.